# نیوتن بای مالپاس
نیوتن بای مالپاس (به انگلیسی: Newton by Malpas) یک روستا و محله مدنی در بریتانیا است که در Cheshire West and Chester واقع شده‌است. نیوتن بای مالپاس ۱۱ نفر جمعیت دارد.